# Џенифер ван Дајк Силос
Џенифер ван Дајк Силос (енгл. Jennifer van Dijk-Silos, рођена 13. децембра 1954) је суринамска политичарка Националне демократске партије и бивша министарка правде и полиције од августа 2015. до марта 2017.

## Биографија
Рођена је 13. децембра 1954. у Суринами. У августу 2015. је именована за министарку правде и полиције, наследила је Едварда Белфорта. Била је председавајућа Независне изборне комисије дванаест година пре него што је именована за министарку. Имала је и своју адвокатску фирму коју је пренела на ћерку. Опозиционе странке Демократска алтернатива '91 и Суринамска лабуристичка партија су 7. јула 2016. затражиле њену оставку због коментара које је дала о суђењу за убиства у децембру. Следећег дана позиву се придружило још парламентараца. Реаговала је тако што је прво изјавила да нема одговор на позиве за њену оставку, а затим да су опозициони парламентарци дали лажни исказ у свом писму председнику Деси Баутерсу који ју је 21. марта 2017. замолио да поднесе оставку због њеног проблематичног односа са судском влашћу. Високи суд правде Суринама је раније писмом повукао подршку наводећи да је са њом „немогућа комуникација и сарадња”. Одбила је да поднесе оставку и касније ју је Баутерсе часно разрешио положаја. Привремено је наследила Фердинанда Велзијна 23. марта 2017.